# Pedro Polo Borreguero
Pedro Polo Borreguero (1897- 8 de diciembre de 1972) fue un policía español que destacó en la represión de la resistencia anarcosindicalista durante el franquismo.

## Biografía
Polo ingresó en el Cuerpo de Policía el 24 de junio de 1921. Durante la Segunda República fue destinado a Barcelona, donde trabajó bajo las órdenes del Comisario de Orden Público de la Generalidad de Cataluña Miquel Badia, de quién aprendió técnicas de espionaje y tortura.
Tras fracaso inicial del golpe de Estado del 18 de julio de 1936, se sintió amenazado por los pistoleros de la FAI (que habían asesinado a Miquel Badia unos meses antes) y huyó a Perpiñán, donde trabajó para el Servicio de Información del Nordeste de España (SIFNE) del general Francisco Franco.
Una vez acabada la guerra volvió a Barcelona y recuperó su trabajo en la Jefatura Superior de la Policía Nacional, ahora al servicio de la Brigada Político-Social de la que fue inspector jefe Eduardo Quintela Bóveda. A manera de trofeo, se dijo que se había apropiado de "Villa Carmen", en la calle Escornalbou, antigua residencia de Federica Montseny.

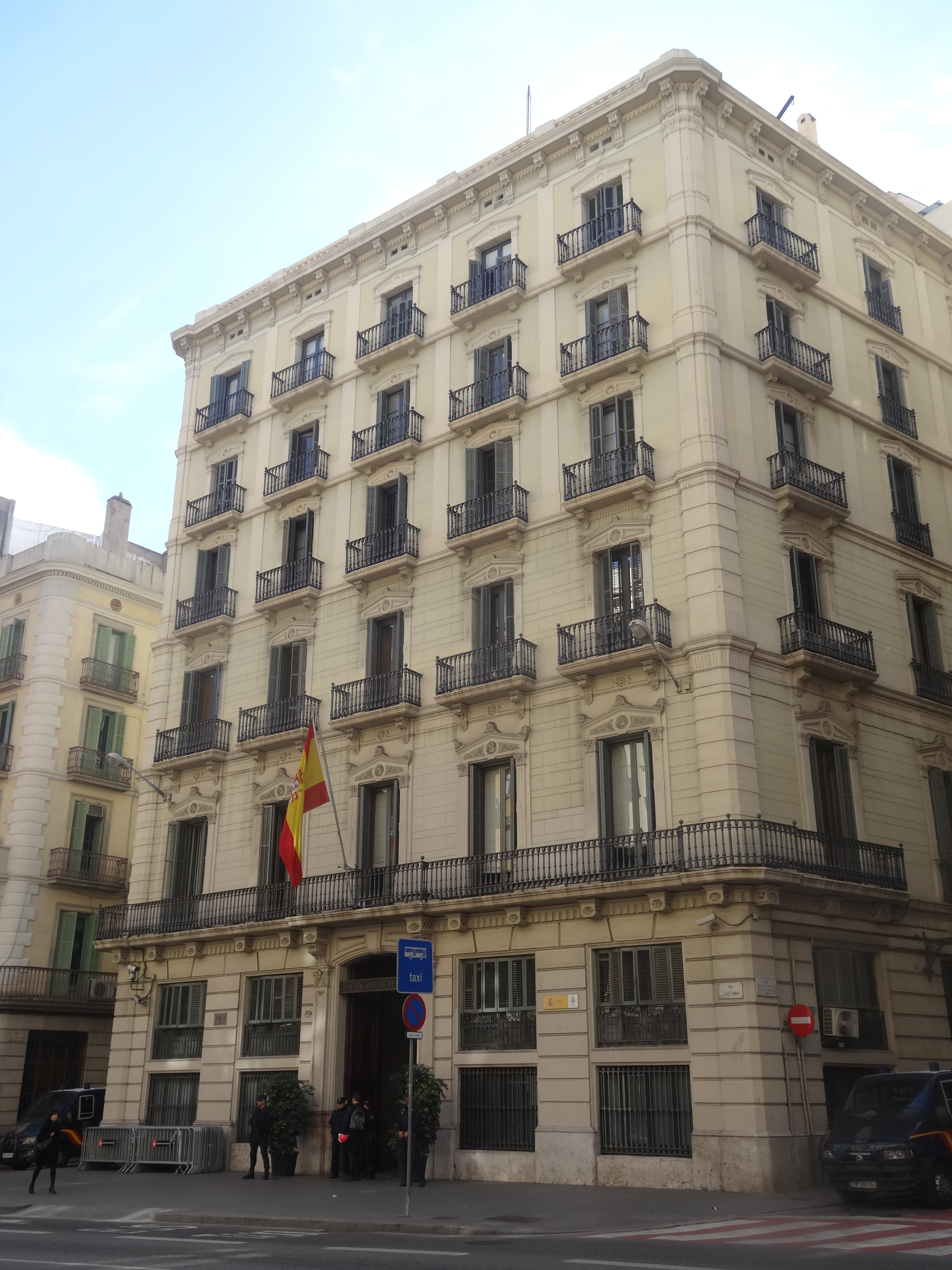
Sede de la Jefatura Superior de Policía en la Vía Layetana de Barcelona. Fue el centro de torturas más importante en Cataluña durante la dictadura franquista.

La Brigada Político-Social tuvo que ser reforzada en 1946 por otra unidad, la de Servicios Especiales, que dirigiría Pedro Polo Borreguero como subjefe de la Brigada Político-Social, con rango de comisario. Polo Borreguero ordenó torturas y ejecuciones desde la comisaría de Vía Layetana hasta dejar el cargo en 1955, cuando pasó a la reserva activa.
Un ejemplo de su recurso a las torturas fue el caso conocido como la «caída de los 80», en el que actuó en colaboración con el también inspector de la BPS Vicente Juan Creix y bajo las órdenes del comisario Eduardo Quintela Bóveda. En 1947 Polo Borreguero y Creix detuvieron en Barcelona de forma indiscriminada a sospechosos de ser «delincuentes políticos» sin ninguna orden judicial. Los retuvieron durante más de treinta días en la sede de la Jefatura Superior de Policía de Barcelona en la Vía Layetana y allí mediante torturas —fueron golpeados con la porras que Polo guardaba en su despacho y con cuerdas, y sufrieron simulacros de fusilamiento— fueron dando forma a una acusación, asumiendo los policías el papel de fiscales. Como consecuencia de la torturas recibidas en aquel «antro de terror y oscuridad» —en palabras de uno de los arrestados que cuando ingresó en la cárcel lo consideró una «alegría»— uno de los detenidos murió y otros tuvieron que ser atendidos por los médicos —en años anteriores dos militantes comunistas ya habían muerto a manos de Polo y de sus agentes—. La denuncia de haber sido objeto de torturas por parte de uno de los acusados fue incorporada a la causa pero el juez no la tuvo en consideración. «Se trata de un 'truco' vulgarísimo que emplean y manejan la mayor parte de los delincuentes políticos para eludir la acción judicial», aparece escrito en el sumario.
En 1952 recibió de manos del director general de Seguridad, el general Hierro, la medalla al mérito policial. Fue sustituido en su cargo por Antonio Juan Creix. En 1955 fue nombrado jefe del Gabinete de Información del gobernador civil de Barcelona, cargo que ejerció hasta su muerte en 1972.
Muy conocido por los represaliados anarquistas y comunistas de la época, era un policía bajito y pulcro que no paraba de fumar y que tenía fama de ser un represor implacable. Entre sus detenciones se cuentan el arresto del pistolero anarquista Justo Bueno Pérez, asesino de Miquel Badia en 1941; el de Joan Cornudella y su grupo en noviembre de 1943; Numen Mestre, jefe de las JSUC y dirigente de la Agrupación Guerrillera de Cataluña, y en enero de 1950 desarticuló el grupo Los Maños en una acción que acabó con la muerte de su cabo Wenceslao Jiménez Orive, gracias a la delación de su infiltrado Aniceto Pardillo Manzanero.